# Martial Foucault
 (avril 2024).
Si vous disposez d'ouvrages ou d'articles de référence ou si vous connaissez des sites web de qualité traitant du thème abordé ici, merci de compléter l'article en donnant les références utiles à sa vérifiabilité et en les liant à la section « Notes et références ».
Pour les articles homonymes, voir Foucault.
Martial Foucault, né le 24 décembre 1972 à Moulins (Allier) est un politologue français, directeur du CEVIPOF de 2014 à 2024 .

## Biographie
Martial Foucault obtient un doctorat en économie politique à l'université Panthéon-Sorbonne, pour lequel il reçoit le prix d’économie de la défense en 2005. Il est ensuite post-doctorant au Centre Robert-Schuman de l’Institut universitaire européen de Florence en 2005. 
Il est reçu à l'agrégation de science politique[réf. nécessaire]. 
Il enseigne à l'université de Montréal entre 2006 et 2013. Il y dirige de 2011 à 2013 le Centre d’Excellence sur l'Union Européenne (université de Montréal/université McGill). 
En 2014, il devient professeur des universités en science politique à l'Institut d'études politiques de Paris et directeur du Centre de recherches politiques de Sciences Po, succédant à Pascal Perrineau. Il est également chercheur associé au Laboratoire Interdisciplinaire d'Évaluation des Politiques Publiques (LIEPP) au CIRANO.
Le 1er octobre 2024, il devient le directeur de l’Institut de recherche stratégique de l’École militaire,.

## Recherche
Ses intérêts de recherche couvrent plusieurs domaines dont l’économie politique, le comportement électoral, l’opinion publique et les politiques municipales.
Il analyse notamment la persistance du clivage droite-gauche en dépit de la recomposition du système partisan, notamment à l’échelle locale. Autour de l’enquête électorale française (ENEF) qu’il a menée entre 2015 et 2018, il analyse le rôle des dimensions subjectives (bien-être , satisfaction dans la vie, émotions) dans la décision électorale et propose avec Yann Algan, Daniel Cohen et Elizabeth Beasley une nouvelle grille de lecture explicative de la montée des populismes. Ce travail donne lieu à la publication au Seuil de l’ouvrage Les Origines du Populisme – Histoire d’un schisme politique et social (2019).
En même temps qu’il publie aux Éditions de l'Aube Maires au bord de la crise de nerfs, il se prononce en janvier 2020 contre la circulaire Castaner qui visait à rendre obligatoire la déclaration de nuance politique des candidats aux élections municipales pour les seules communes de plus de 9 000 habitants, il proposait de maintenir le seuil aux communes de plus de 3500 habitants.
Il a co-dirigé également une enquête internationale intitulée Citizens’ Attitudes under Covid-19, une étude comparative incluant 18 pays visant à observer les comportements et attitudes politiques pendant la pandémie.
Depuis 2018, il mène des enquêtes annuelles auprès de l'ensemble des maires de France pour étudier le rapport des édiles à l'Etat, aux conditions d'exercice de leurs fonctions, le rapport à la violence subie par les élus et les choix d'engagement ou de démission. 
Il assume également des responsabilités d’éditeur associé de la revue French Politics et de co-directeur de la collection Fait Politique (Presses de Sciences Po).
Il est un invité régulier des matinales de France Culture, France Inter ou émissions de RFI, Europe 1, et Arte. Il est l’auteur d’une trentaine de tribunes dans Le Monde, Le Figaro et Libération.

## Œuvres
- L'État et le dialogue social, Paris, Presses de Sciences Po, 2023 (avec Guy Groux)
- Une jeunesse engagée, Paris, Presses de Sciences Po, 2022 (avec Anne Muxel)
- Maires au bord de la crise de nerfs, Paris, Editions de l’Aube, 2020
- Le social et le politique, Paris, CNRS Editions, 2020 (avec Guy Groux et Richard Robert).
- Les origines du populisme. Enquête sur un schisme politique et social, Paris, Seuil, 2019 (avec Yann Algan, Elizabeth Beasley et Daniel Cohen).
- La Cinquième République démystifiée, Paris, Presses de Sciences-Po, 2019 (avec Olivier Duhamel, Mathieu Fulla et Marc Lazar).
- Villes de gauche, villes de droite. Trajectoires politiques des municipalités françaises, Paris, Presses de Sciences-Po, 2018 (avec Richard Nadeau, Bruno Jérome et Véronique Spéziari-Jérome).
- Economie de la Défense, Paris, La Découverte, 2013 (avec Renaud Bellais et Jean-Michel Oudot).
- Le vote des Français de Mitterrand à Sarkozy, Paris, Presses de Sciences-Po, 2011. (avec Richard Nadeau, Eric Bélanger, Michael Lewis-Beck et Bruno Cautrès).
- European Security since the Fall of The Berlin Wall, Toronto, University of Toronto Press. 2011, (avec Frédéric Mérand et Bastien Irondelle).
- Choix publics. Analyse économique des décisions publiques, Bruxelles, De Boeck Université, 2010 (avec Dennis C. Mueller, François Facchini, Abel François, Raul Magni-Berton et Mickaël Melki).